# Villa Mendonça
La Villa Mendonça, en portugais : Palacete Mendonça, est située sur une élévation de la rua Marquês de Fronteira à São Sebastião da Pedreira, à Lisbonne. L'édifice a été conçu entre 1900 et 1902 par l'architecte Ventura Terra pour Henrique José Monteiro de Mendonça.

## Histoire

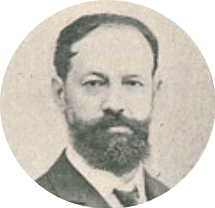
Henrique de Mendonça, vers 1910

Commandée par Henrique de Mendonça (1864-1942), qui avait fait fortune dans le café à Sao Tomé-et-Principe, à l'architecte Ventura Terra en 1902, elle fut inaugurée en 1909. La construction a été réalisée par João Pedro dos Santos et Rafael da Silva Castro.
Le palais et son parc sont restés dans la famille de son premier propriétaire jusqu'aux années 1970, date à laquelle il a été vendu à une société immobilière.
Il est passé en possession de l'Université nouvelle de Lisbonne en 1990. Il a ensuite été soumis à des travaux d'adaptation internes, par l'architecte Manuel Tainha, entre 1990 et 1992.
En 2016, il a été vendu pour 12 millions d'euros à l'Imamat  ismaili (l'autorité religieuse sur la communauté chiite ismaélienne nizârite) qui dépensera 6 millions d'euros supplémentaires pour sa réhabilitation et son adaptation.
En juillet 2018, il a été réutilisé pour les célébrations du jubilé de l'Aga Khan IV, chef spirituel des Ismaéliens Nizârites, avant son ouverture officielle prévue pour 2019 en tant que nouveau siège mondial de l'Imamat ismaili.

## Description
C'est un palais d'architecture classique aux influences italiennes, avec trois corps visibles, un central de plus grandes dimensions et deux latéraux où se trouvent une salle à manger et un jardin d'hiver.
Au moment de sa construction et de son utilisation initiale comme résidence privée, l'intérieur se développait à partir d'un hall central avec un escalier en bois sculpté, de là on avait accès aux salles de style Empire, Louis XV, Louis XVI, à la salle de dîner et à la salle à manger.
Au rez-de-chaussée, il y avait un bureau de travail, un jardin d'hiver, une terrasse menant au jardin arrière, ainsi que des aires de service. A l'étage supérieur se trouvaient encore les chambres, un oratoire, un salon, deux terrasses et des salles de bains. Au deuxième étage, on accédait à la loggia, à une galerie, un salon, des chambres, des bains et des toilettes.
Au rez-de-chaussée se trouvaient des débarras, un garde-manger, une cave à vin, une cuisine, un vestibule et la salle à manger des domestiques.
Parmi les intérieurs remarquables, on retrouve plusieurs meubles qui décoraient à l'origine la maison et qui étaient probablement fabriqués avec des bois exotiques de São Tomé, un ascenseur, le chauffage central et un système d'alarme (véritables innovations au moment de la construction).
L'édifice est situé dans une zone surélevée du jardin avec une vue panoramique sur la ville.

## Galerie

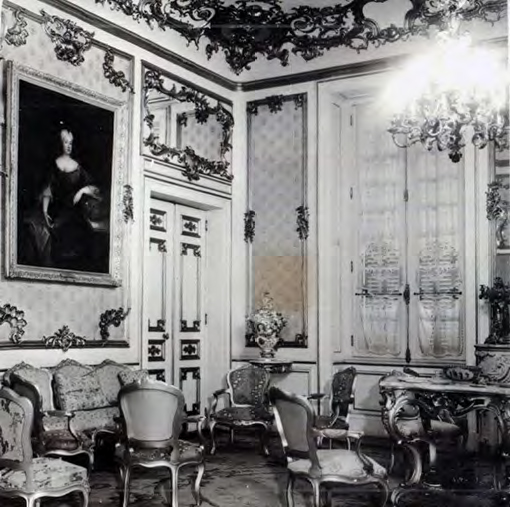
Salle Louis XV, au XIXe siècle
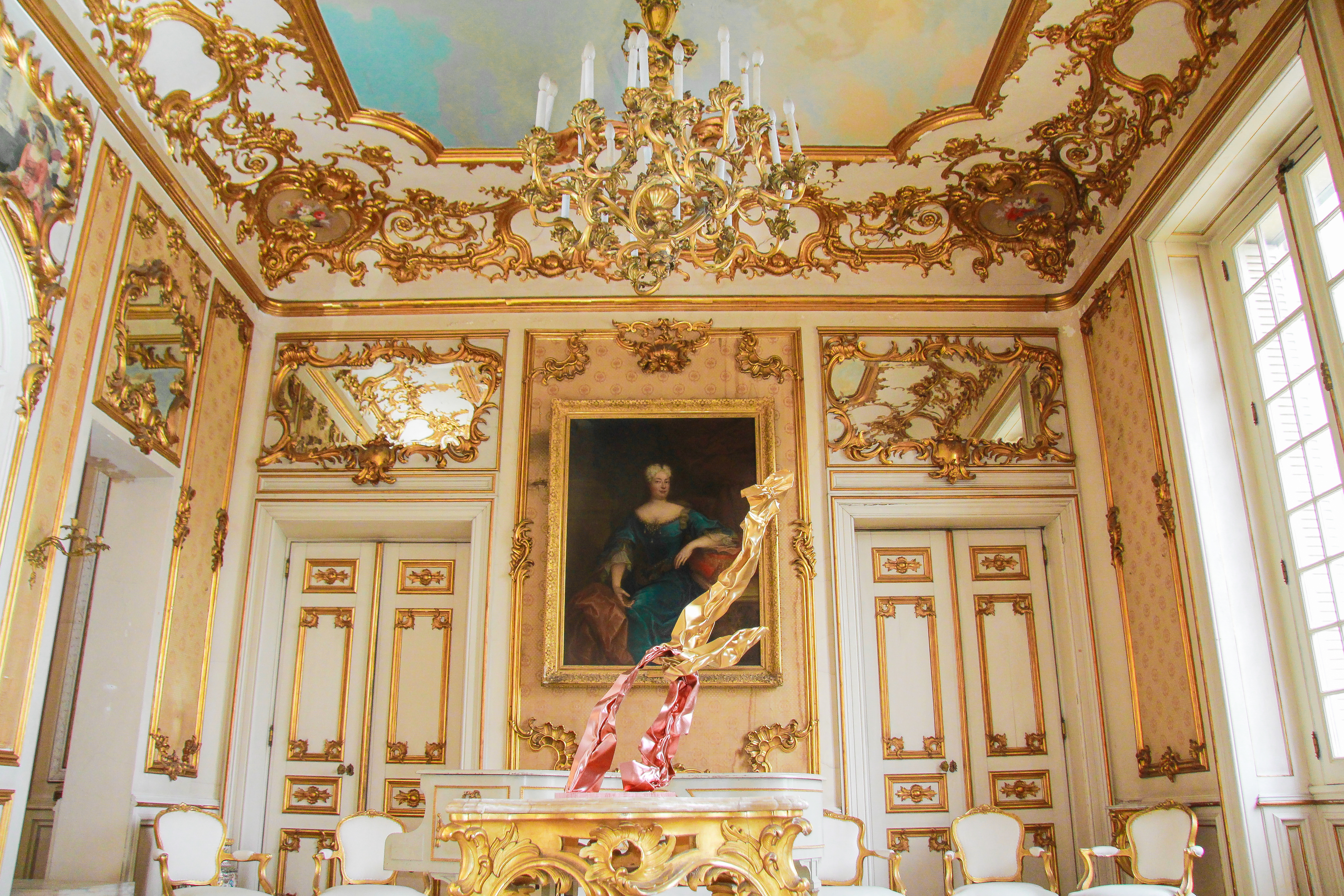
Salon Louis XV, en 2016
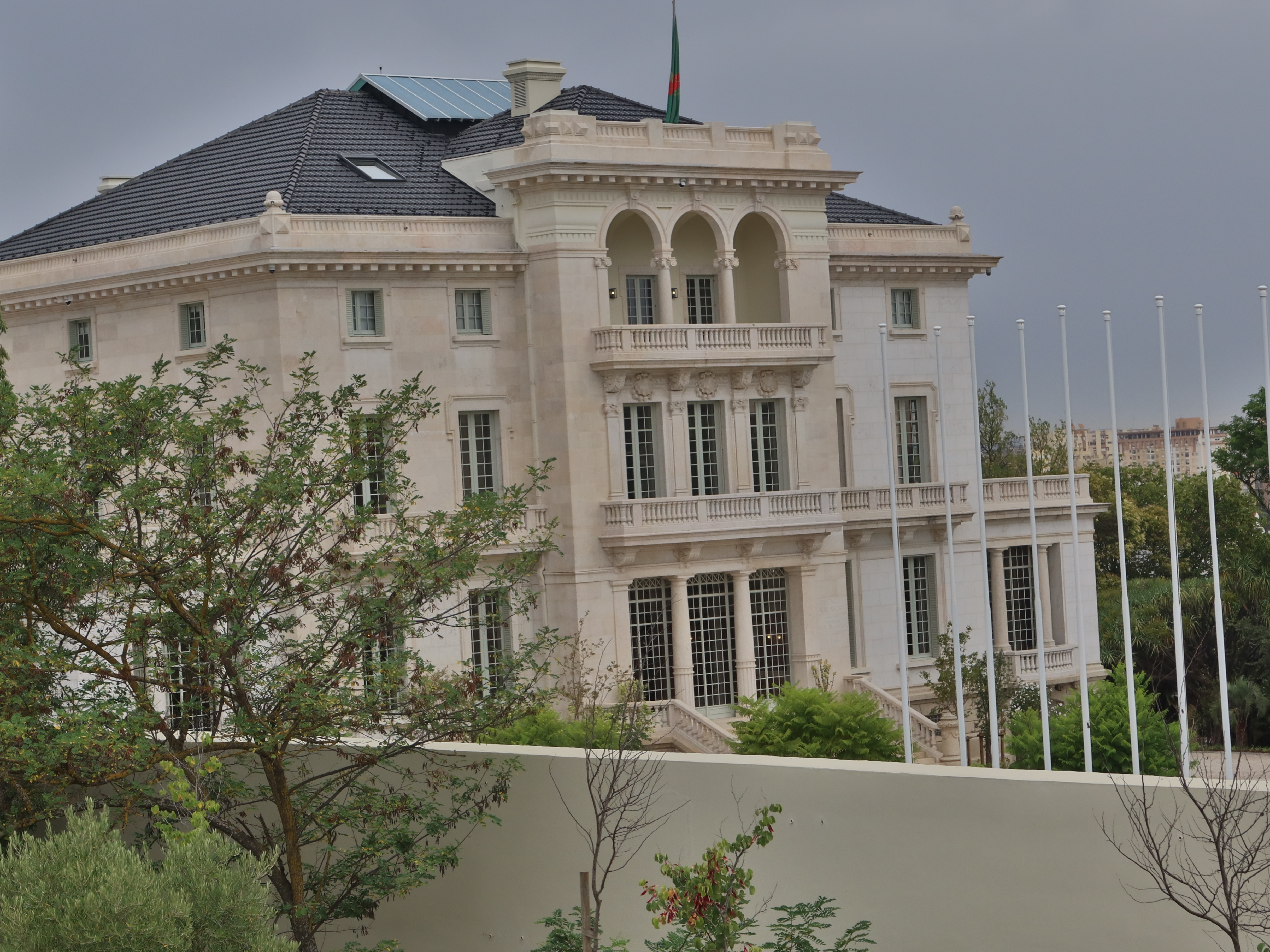